# Simion Ismailciuc
Simion Ismailciuc (n. 13 iulie 1930, Chilia Veche, România – d. 1 noiembrie 1986, România) a fost un canoist român, laureat cu aur la Melbourne 1956 cu echipajul de canoe C2 în cursa de 1.000 m. Palmaresul lui mai cuprinde de asemenea doua medalii de aur la Campionatele Mondiale  (1958 și 1963), trei titluri de campion si 2 medalii de argint la Campionatele Europene.
A fost component al clubului sportiv Dinamo București al Ministerului Afacerilor Interne și a avansat până la gradul de maior.

## Distincții
- Ordinul Muncii clasa a II-a (18 decembrie 1956) „pentru merite deosebite in pregătire și pentru rezultatele obținute la cea de a XVI-a ediție a jocurilor olimpice care au avut loc la Melbourne”[6]
- Ordinul „Meritul Sportiv” clasa a II-a (8 mai 1968) „pentru contribuția deosebită adusă la dezvoltarea mișcării de cultură fizică și sport și pentru merite deosebite în activitatea sportivă de performanță, cu prilejul împlinirii a 20 de ani de la înființarea Clubului sportiv «Dinamo»-București al Ministerului Afacerilor Interne”[5][4]

## Legături externe
- Materiale media legate de Simion Ismailciuc la Wikimedia Commons
- Simion Ismailciuc la Comitetul Olimpic și Sportiv Român (arhivat)
- en Simion Ismailciuc la Olympedia.org